# کپچا
کپچا (به انگلیسی: CAPTCHA)، که سرنام برابر انگلیسی (Completely Automated Public Turing test to tell Computers and Human Apart) به معنی «آزمون همگانی کاملاً خودکارشدهٔ تورینگ برای مجزا کردن انسان و رایانه» است، که یک سامانهٔ امنیتی و روند ارزیابی است که برای جلوگیری از برخی حمله‌های خرابکارانهٔ ربات‌های اینترنتی به‌کار می‌رود.
جایگزین آزترا که سرنام «آزمون تورینگ تشخیص رایانه از انسان» است هم برای کپچا دیده شده‌است.
این روند می‌تواند مشخص کند که مراجعه کنندگان به یک وب‌گاه یا سایر خدمات آنلاین انسان یا کامپیوتر هستند. بدین منظور برنامهٔ کپچا آزمون‌هایی را تولید می‌کند که تنها انسان‌ها قادر به پاسخ‌گویی به آن‌ها باشند. چون کامپیوترها و نرم‌افزارهای فعلی احتمالاً نمی‌توانند پاسخ درستی به این آزمون بدهند، هر کاربری که آنرا درست حل کند، انسان فرض می‌شود.
دانشگاه کارنگی ملون که تحقیقات زیادی در زمینه کپچا دارد، می‌خواست واژه کپچا را به نام خود به ثبت برساند که این اقدام مورد پذیرش واقع نشد. به همین دلیل آن‌ها از واژه‌یِ ری‌کپچا برای اقدامات خود استفاده نمودند.
تا کنون احتمالاً با تصویری از حروف و اعداد که عمداً کج و ناواضح رسم شده‌اند در وب‌گاه‌های مختلف برخورد کرده‌اید و از شما خواسته شده تا آن را به شکل صحیح خوانده و بادقت در یک جعبهٔ متن وارد کنید. اگر چنین است شما با یک کپچا سر و کار داشته‌اید.

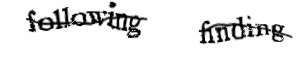
یک کپچای مدرن

کپچا گاهی «معکوس تست تورینگ» نامیده می‌شود. چون تست تورینگ توسط انسان برگزار می‌شود و هدفش تشخیص ماشین است اما کپچا توسط ماشین برگزار می‌شود و هدفش تشخیص انسان است.
نسل جدید کپچا در سال‌های اخیر، شامل انتخاب تصاویر خاص یا حل معادلات ساده‌ی ریاضی است.

## کاربردهای کپچا
- جلوگیری از اسپم در بلاگ‌ها و سایر وب‌گاه‌ها
- جلوگیری از نفوذ روبات‌ها به رایانه‌ها
- جلوگیری از نفوذ هکرها به رایانه‌ها